# الشاخورة
الشاخورة هي قرية في مملكة البحرين، تقع شمال العاصمة المنامة، وتجاورها قرى الحجر وأبوصيبع ومقابة.